# Minami Hamabe
Minami Hamabe (浜辺 美波, Hamabe Minami, née le 29 août 2000 dans la préfecture d'Ishikawa) est une actrice japonaise.

## Biographie
Minami Hamabe remporte le New Generation Award lors de la 7e audition Cendrillon Tōhō.
Elle acquiert une certaine notoriété au Japon et en Asie à la suite de sa participation au film Je veux manger ton pancréas.

## Filmographie

### Films
- 2012 : Ace Attorney de Takashi Miike: Jeune Chihiro Ayasato (Mia Fey)[1]
- 2015 : April Fools (en) de Junichi Ishikawa : Rika Etō[1]
- 2017 : Saki de Yūichi Onuma : Saki Miyanaga[1]
- 2017 : Je veux manger ton pancréas de Sho Tsukikawa : Sakura Yamauchi[1]
- 2017 : Ajin : Semi-humain de Katsuyuki Motohiro : Eriko Nagai[1]
- 2018 : Le Garçon d'à côté de Sho Tsukikawa : Chizuru Oshima[1]
- 2018 : Sensei Kunshu de Sho Tsukikawa : Ayuha Samaru[1]
- 2019 : The Great War of Archimedes de Takashi Yamazaki : Kyōko Ozaki[3]
- 2019 : Kakegurui – Compulsive Gambler de Tsutomu Hanabusa : Yumeko Jabami[1]
- 2019 : Murders at the House of Death de Hisashi Kimura : Hiruko Kenzaki[4]
- 2019 : Hello World de Tomohiko Itō : Ruri Ichigyō (voix)[1]
- 2020 : Love Me, Love Me Not de Takahiro Miki : Akari Yamamoto[5]
- 2020 : Love Me, Love Me Not: The Animation de Toshimasa Kuroyanagi : Chiyo (voix)[6]
- 2020 : The Promised Neverland de Yuichiro Hirakawa : Emma[7]
- 2020 : Keep Your Hands Off Eizouken! de Tsutomu Hanabusa : Haruko[8]
- 2021 : Détective Conan : La Balle écarlate de Chika Nagaoka : Ellie Ishioka (voix)[1]
- 2021 : Kakegurui – Compulsive Gambler Part 2 de Tsutomu Hanabusa : Yumeko Jabami[9]
- 2023 : Godzilla Minus One (ゴジラ-1.0, Gojira Mainasu Wan?) de Takashi Yamazaki : Noriko Ōishi

### Télévision
- 2012 : Naniwa Junior Detectives : Nana Asakura
- 2014 : The Hours of My Life : Sumire Kuwashima
- 2015 : Mare (en) : Asami Okesaku[10]
- 2015 : Ano hi mita hana no namae o bokutachi wa mada shiranai : Meiko "Menma" Honma[11]
- 2016 : Saki : Saki Miyanaga [12]
- 2017 : Saki Achiga-hen episode of Side-A : Teru Miyanaga
- 2017 : Kyō Kara Ore Wa!! (en) : étudiant de première année
- 2017 : Kakegurui – Compulsive Gambler : Yumeko Jabami
- 2018 : Kakegurui (en) : Yumeko Jabami[13]
- 2018 : Hotel on the Brink : Haru Horai[14]
- 2019 : Ōoku (en) : Takehime[15]
- 2019 : Pure! Idol Becomes One Day Chief of Police : Junko Kurobara[16]
- 2020 : Alibi Breaker : Tokino Mitani[17]
- 2020 : Something's Wrong with Us (en) : Nao Hanaoka[18]
- 2020 : Talio: Avenger Buddies : Mami[19]
- 2021 : Date My Daughter! : Sora Minase[20]

### Clips
- 2016 : Sora ga Aozora de Aru Tame ni de Glay par Wataru Saito[21]
- 2017 : Hana no Uta (en) d'Aimer par Takahiro Miki[22]
- 2018 : I Want You Back de Twice par Sho Tsukikawa[23]
- 2019 : I beg you d'Aimer par Takahiro Miki[22]
- 2020 : Haru wa Yuku d'Aimer par Takahiro Miki[24]

## Distinctions

### Récompense
- 2018 : révélation de l'année pour Je veux manger ton pancréas aux Japan Academy Prize[25]